# Kepudang
Kepudang is een bestuurslaag in het regentschap Cilacap van de provincie Midden-Java, Indonesië. Kepudang telt 1928 inwoners (volkstelling 2010).